# Carrigaline
Carrigaline (írül: Carraig Uí Leighin) város Cork megye területén, Munster egyik alvóvárosa, Cork elővárosa. A 2016-os népszámlálási adatok szerint lakosainak száma 15 770 fő. Bár az utóbbi években lakosságszáma jelentősen megugrott, sok itt lakó még mindig csak a falu néven emlegeti.

## Fekvése
Írország délkeleti részén helyezkedik el, a Kelta-tenger partján, 14 kilométernyire Cork városától. Az R611-es út köti össze nyugat felől Belgooly településsel. A településre menetrend szerinti autóbuszjáratok közlekednek.

## Szolgáltatások
A településen több bolt, köztük egy Lidl, egy kávézó, egy gazdabolt, egy posta működik. Több sportegyesület is működik a településen, többek közt labdarúgóklub, kosárlabdaklub, tenisz klub, golfklub és Jiu-jitsu klub. A városban négy bank és egy hitelszövetkezet működik. A város saját hetilapja a Carrigdhoun Weekly. A város egyetlen négy csillagos szállodája a Carrigaline Court Hotel, mely a Roman Catholic Church of Our Lady and St. John római katolikus templom közelében található. 

## Fordítás
Ez a szócikk részben vagy egészben  a   Carrigaline című angol Wikipédia-szócikk ezen változatának fordításán alapul.  Az eredeti cikk szerkesztőit annak laptörténete sorolja fel. Ez a jelzés csupán a megfogalmazás eredetét és a szerzői jogokat jelzi, nem szolgál a cikkben szereplő információk forrásmegjelöléseként.